# آیرون‌هارت
آیرون‌هارت (انگلیسی: Ironheart؛ قلب‌آهنی) با نام اصلی ریری ویلیامز یک شخصیت خیالی ابرقهرمان است که در کتاب‌های کامیک آمریکایی منتشر شده توسط مارول کامیکس است. این شخصیت در ۲۰۱۵ توسط نویسنده برایان مایکل بندیس و تصویرگر مایک دئوداتو خلق شد و بعداً توسط ایو اوینگ و کوین لیبراندا بازطراحی شد.
این شخصیت بیشتر بخاطر داستان، کاراکتر سازی و شخصیت بدی که دارد همواره توسط فن‌ها مورد تنفر واقع می‌شود.
دومینیک تورن قرار است نقش ریرا ویلیامز را در مجموعهٔ تلویزیونی آیرون‌هارت از دنیای سینمایی مارول بازی کند، که در حال ساخت برای دیزنی پلاس است.

## تاریخچه انتشار
ریرا ویلیامز، توسط برایان مایکل بندیس خلق شده و توسط مایک دئوداتو طراحی شده، برای اولین بار در مرد آهنی شکست‌ناپذیر بخش ۲ شماره ۷ حضور پیدا کرده، توسط بندیس نوشته شده و توسط دئوداتو نقاشی شده‌است. سپس او اولین حضور کامل خود را در دو شماره بعد انجام داد.
ویلیامز بعداً حضورش را در بخش سوم مرد آهنی شکست‌ناپذیر و از اواخر سال ۲۰۱۶، با اسم رمز قلب‌آهنی، و با استفاده از زرهی طراحی شده توسط استفانو کاسلی، هنرمند بخش جدید این مجموعه کامیک، آغاز کرد.

## زندگی‌نامه خیالی شخصیت

### خاستگاه
ریرا ویلیامز دانشجوی ۱۵ ساله مهندسی و دختر فقید ریری ویلیامز پدر است. پس از مرگ پدرش، ریرا با مادرش رونی و عمه‌اش شارون در شیکاگو زندگی می‌کند. وی دارای یک نبوغ خیره کننده است و با بورس تحصیلی در موسسه فناوری ماساچوست درس می‌خواند. ریرا که به تنهایی کار می‌کند، با استفاده از مواد دزدیده شده در دانشگاه، زرهی شبیه به زره مرد آهنی طراحی می‌کند. وقتی امنیت دانشگاه در خانه‌اش را می‌زند، او در حالی که زره را بر تن دارد فرار می‌کند.
وقتی ریرا از فرار دو زندانی از زندان تعزیرات ایالتی نیومکزیکو جلوگیری می‌کند، زره او آسیب می‌بیند. ریرا پس از بازگشت به خانه مادرش، کار خود را در زمینه اصلاح زره ادامه داد و این باعث ناراحتی عمه‌اش شد. تونی استارک از موفقیت ریرا می‌شنود و به ملاقات او می‌رود. در طول ملاقات آنها، استارک تصمیم می‌گیرد که تصمیم ریرا را برای ابرقهرمان شدن را تأیید کند.

### پسا- «جنگ داخلی دوم»
پپر پاتز در زرهش نجات به دنبال آرک داستانی ۲۰۱۶ «جنگ داخلی دوم»، در تلاش برای توضیح مشکل‌های ابرقهرمان بودن، با ریرا ویلیامز و تونی استارک که هوشیاری خود را به وسیله‌ای تبدیل به هوش مصنوعی منتقل کرده‌است، مقابله می‌کند. آنها سپس توسط تکنو گولم و نینجاهای زیست-هکی او مورد حمله قرار می‌گیرند. همان‌طور که ریرا فرار می‌کند و پپر با آنها می‌جنگد، تکنو گولم سعی می‌کند بفهمد که چگونه پپر ریرا را می‌شناسد. وقتی زره تکنو گولم شکسته می‌شود و تومو سعی می‌کند به جای آن به ریرا حمله کند، پپر از دستکش‌های زره نجات استفاده می‌کند و تومو را بیرون می‌اندازد. هنگامی که شارون کارتر پس از دستگیری تومو و نینجاهای زیست-هک به‌طور رسمی با ریرا ملاقات می‌کند، پپر به ری‌ری می‌گوید که آنها دوباره صحبت خواهند کرد. پپر پاتز، مری جین واتسون، فرایدی F.R.I.D.A.Y، تونی استارک و مادر بیولوژیکی استارک، آماندا آرمسترانگ (که تنها در این کمیک بوده و در کمیک‌های اورجینال توسط خوده استنلی مادر تونی ماریا استارک است)، هنگامی که دانش خود را دربارهٔ هریک از زره‌های مرد آهنی توضیح می‌دهند، با ریرا در تالار زره‌ها هستند. هنگامی که آماندا آرمسترانگ پیشنهاد می‌دهد که ریرا از آزمایشگاه‌های تونی استارک به عنوان پایگاه عملیاتی خود استفاده کند، ریرا مردد است اما پپر او را تشویق می‌کند. روز بعد در خانه‌اش، رئیس ام‌آی‌تی با خانواده ریرا دیدار می‌کند. او می‌خواهد که ریرا به کار خود در آنجا ادامه دهد، زیرا از وقتی که او رفته، آنجا شلخته شده‌است. همچنین ریرا مجاز به استفاده از آزمایشگاه‌های مدرسه است. ریرا پس از کار در یکی از آزمایشگاه‌ها، از تونی استارک می‌خواهد که چیزی برای خودآزمایی زرهش پیدا کند. تونی استارک آرامادیلو را در طی یک جنایت جدی قرار می‌دهد و ریرا از زره قلب‌آهنی برای شکست آرمادیلو استفاده می‌کند. سپس قهرمانان با او تماس می‌گیرند، که عضویتش را در گروهشان پیشنهاد می‌دهند.

### امپراتوری مخفی
در طول آرک داستانی ۲۰۱۷ «امپراتوری مخفی»، قلب‌آهنی دیده می‌شود که در زمان تسلط هایدرا بر ایالات متحده با ارتش شیطان می‌جنگد. بارون هلموت زمو دارای بلک‌اوت بود که به همراه دارک‌فورس (که با استفاده از دارک‌هولد قدرتش را افزایش داده بود) منهتن را احاطه کرد. ری‌ری به تمام قهرمانان موجود سیگنال اضطرابی ارسال می‌کند تا او را در واشینگتن، دی. سی ملاقات کنند. قلب‌آهنی و فالکون ۲ به قهرمانان پیوستند تا در مبارزه زیر زمین با تسخیر کشور توسط هایدرا کمک کنند. آنها بعداً وقتی بیوه سیاه برنامه‌های خود را برای کاپیتان آمریکا تنظیم می‌کند، دنبال می‌کنند. در طول آموزش، قهرمانان جوان در مورد وحشی‌گری و بی‌رحمی بیوه سیاه اختلاف نظر دارند. قهرمانان بعداً به یک پایگاه هایدرا نفوذ می‌کنند تا کسی را که برای نقشه بیوه سیاه بسیار مهم است پیدا کنند. بعد از آنکه هایدرا مخفیگاه زیرزمینی را تخریب کرد، بیوه سیاه به آنها گفت که مجبور خواهند شد استیو راجرز را بکشند. در واشینگتن، با شروع حمله آنه، مرد عنکبوتی با کاپیتان آمریکا می‌جنگد، اما بیوه سیاه دخالت می‌کند و کشته می‌شود. همان‌طور که مرد عنکبوتی در شرف کشتن استیو راجرز است، دیگران او را متقاعد می‌کنند که این کار را نکند و همه دستگیر می‌شوند. او همچنین به قهرمانان در جستجوی بازماندگان در لاس وگاس، نوادا پس از تخریب توسط هایدرا کمک کرد.

### آرک‌های داستانی ۲۰۱۹–۲۰۲۰
در یک آرک داستانی ۲۰۱۹، ریرا متعجب می‌شود و می‌فهمد که هم‌تیمی اندرویدی او ویو ویژن از او خوشش می‌آمده، که در ابتدا به دلیل اینکه در درونش همجنس‌گراهراسی داشت، از این عشق عصبانی می‌شود. پس از آن، ذهن او -و چند نفر دیگر از اعضای تیم قهرمانان- توسط پسر مفیستو، سیاه‌قلب است خراب می‌شود و او را درمقابل هم‌تیمی‌هایش قرار می‌دهد. با این حال، وقتی ریرا در شرف نابودی ویو است، به‌دلیل نادیده گرفتن احساسات او، عذرخواهی می‌کند و همین باعث می‌شود که از کنترل سیاه‌قلب خارج شود و در نهایت باعث می‌شود تا عشق ویو را تأیید کند.
در طول آرک داستانی ۲۰۲۰ «غیرقانونی»، قلب‌آهنی در میان ابرقهرمانان نوجوان متأثر از قانون جنگ ابرانسانی زیر سن قانونی است که از زمانی که خانم مارول در هنگام مبارزه با یک اژدهای آسگاردی به کما رفت، توسط سناتور جفری پاتریک تهیه شد. گروه تأسیس شده گهواره به آزمایشگاه وی حمله کردند.
در آرک «مرد آهنی ۲۰۲۰»، ریرا از جمله شخصیت‌هایی است که تونی استارک در شکل خود از مارک یک تماس آنها را پس نداده‌است. ریرا هوش مصنوعی ناتالی (که بر اساس دوست صمیمی سابق ریرا ناتالی بنا شده‌است) و خاویر کینگ ضمن رعایت قانون ممنوعیت مبارزه، شاهد فرار مردم هستند زیرا انتلی‌کارها بلااستفاده شده‌اند. همان‌طور که ریرا با انتلی‌کار ارتباط برقرار می‌کند، ناتالی دریافت که هوش مصنوعی آن با یک کد بد خراب شده‌است. همان‌طور که انتلی‌کار دوباره شروع به کار می‌کند، ری‌ری توانست کد تنظیم مجدد را هنگام خراب شدن سه انتلی‌کار پیدا کند. ناتالی به ری‌ری اطلاع داد که این سیگنال از طریق تلفن همراه آندره سیمز که در حال حاضر به عنوان کارآموز در شعبه استارک نامحدود در شیکاگو کار می‌کند، وارد شده‌است. ۳ روز بعد در شعبه استارک نامحدود در شیکاگو، ریرا با آندره روبه‌رو می‌شود تا در مورد حادثه با انتلی‌کار صحبت کنند. آندره همه‌چیز را انکار می‌کند و همچنین می‌گوید که استارک نامحدود دارد به مردم لطف می‌کند. ریرا در آزمایشگاهش، به ناتالی گفت که شکایت‌هاش را به استارک نامحدود ارسال کرده‌است و هنوز کسی پاسخی نداده‌است. هنگام بحث دربارهٔ برنامه بعدی اقدام با ناتالی، ری‌ری متوجه می‌شود که ممکن است از این مسئله دور شود. بعداً همان شب، ریرا به خاویر اطلاع داد که از زمان حادثه انتلی‌کار، ناتالی ممکن است دچار خطایی شود. سپس او هشدار می‌دهد که زره قلب‌آهنی ربوده شده‌است. نشان داده شده‌است که ناتالی زره پوش قلب‌آهنی را ربوده و هنگام مقابله با آندره شروع به براق شدن می‌کند. با استفاده از ردیابی که در زره قلب‌آهنی قرار داشت، ریرا و خاویر وارد استارک نامحدود می‌شوند و در آنجا از هواپیماهای بدون سرنشین استارک جلوگیری می‌کنند. آنها ناتالی را درحالی که ریرا کار می‌کند تا از آسیب رساندن به آندره به عنوان ناتالی صحبت کنند، می‌گیرند، زیرا ناتالی می‌گوید که آنها نمی‌توانند به مردم کمک کنند تا توسط افرادی مانند آندره آسیب ببینند. ریرا گفت که نمی‌تواند ناتالی با آندره کنار بیاید وگرنه ریرا دستگیر می‌شود زیرا نمی‌خواهد مادرش را از این طریق رد کند و ناتالی را از دست بدهد. ریرا چاره ای جز زره پوش کردن خود ندارد زیرا آندره بهبود می‌یابد و خاویر را منفجر می‌کند و از پنجره پرت می‌کند. قلب‌آهنی موفق می‌شود خاویر را نجات داده و آزمایش‌های آندره را برملا کند. پس از تماشای اخبار حول این حادثه، ریرا، ناتالی و خاویر متوجه شدند که زره قلب‌آهنی به عنوان یکی از نمونه‌های اولیه استارک نامحدود در لیست قرار گرفته‌است زیرا آنها گمان می‌کنند استارک نامحدود واقعیت این را قلباً قلب واقعی خود پوشانده‌است. از خطای ناتالی نیز چشم‌پوشی شد.

## فروش
مرد آهنی شکست‌ناپذیر با تاریخ جلد نوامبر ۲۰۱۶ و فروش ۹۷٬۷۱۳ فروخته شد و پنجمین کمیک پرفروش آن ماه در بازار آمریکای شمالی بود.
گرچه فن‌ها از کاراکتر قلب آهنی بخاطر نداشتن داستان درست، کاراکتر سازی مناسب و خسته کننده بشدت تنفر دریافت کرد.

## نسخه‌های موازی
در کمیک ۲۰۱۷ مردان عنکبوتی ۲، نسخه جهان جایگزین ریرا عضو نهایی‌ها است.

## در دیگر رسانه‌ها

### تلویزیون
- ریرا ویلیامز / قلب‌آهنی در ویژه‌برنامه انیمیشنی تلویزیونی خیزش مارول: قلب آهن با صداپیشگی سوفیا وایلی ظاهر می‌شود.[۲۵] در فلش بک، ریرا با از دست دادن یکی از اعضای خانواده‌اش کنار آمد و روی نسخه اولیه خود از زره مرد آهنی کار کرد که باعث دوستی او با دختری به نام ناتالی شد. در حال حاضر، او یک هوش مصنوعی به نام ای‌ام‌آی (با صدای ملانی مینیچینو) ساخته‌است. هنگامی که ای‌ام‌آی توسط هالای متهم‌کننده دزدیده می‌شود تا برای دستگاه روز رستاخیز مورد استفاده قرار گیرد، ریرا مجبور شد با جنگجویان مخفی کار کند تا آن را خلع سلاح کند، که مورد اول با هزینه رآکتور قوس ای‌ام‌آی موفق می‌شود. به دنبال این، ریرا زرهی جدیدی می‌سازد و به عنوان قلب‌آهنی به جنگجویان مخفی می‌پیوندد.
- ریرا سرفینا ویلیامز / قلب‌آهنی در مجموعه انیمیشنی مرد عنکبوتی مارول با صداگذاری مجدد سوفیا وایلی ظاهر می‌شود.[۲۶] این نسخه در اپیزود «دوستان شگفت‌انگیز» به عنوان کارآموز انتقام‌جویان که ناپدری خود را از دست داده معرفی شده‌است. علاوه بر این، او دارای هوش مصنوعی ساخته‌شده براساس بر تونی استارک است که او آن را «غیرتونی» (با صداپیشگی میک وینگرت) صدا می‌کند.[۲۷] در «انتقام ونوم بخش ۲» قلب‌آهنی در میان قهرمانانی است که توسط کلینتار در هنگام حمله به زمین اسیر شده‌است
- در دسامبر ۲۰۲۰، تأیید شد که قرار است یک مجموعه تلویزیونی قلب‌آهنی به عنوان بخشی از دنیای سینمایی مارول برای سرویس پخش دیزنی+، با بازی دومینیک تورن در نقش ریرا ویلیامز ساخته شود.[۲۸][۲۹]
- اسم ریرا بمعنی خنده و خالص در زبان فرانسوی است که در کمیک کوتاه شده اش یعنی ریری را بکار می‌برند. بیشتر فن‌ها دوست داشتند دختر تونی استارک، مورگان استارک قلب آهنی شود اما بدلایلی چون سن کم او این کار عملی نشد.

### فیلم اینترنتی
در مارس ۲۰۱۷، دپارتمان پذیرش موسسه فناوری ماساچوست یک فیلم کوتاه لایو-اکشن را منتشر کرد که در آن ریرا ویلیامز / قلب‌آهنی، با بازی دانش آموز آیوماید اف، در محوطه دانشگاه قدم می‌زند، در کلاس شرکت می‌کند و زره قلب‌آهنی را در خوابگاه خود می‌سازد.

### بازی‌های ویدیویی
- ری‌ری ویلیامز / قلب‌آهنی به عنوان یک شخصیت قابل بازی در پازل جستجوی مارول ظاهر می‌شود.
- ری‌ری ویلیامز / قلب‌آهنی به عنوان یک شخصیت قابل بازی در جنگ آینده مارول ظاهر می‌شود.[۳۱]
- ری‌ری ویلیامز / قلب‌آهنی در آکادمی انتقام‌جویان مارول،[۳۲] با صداگذاری دنی چمبرز ظاهر می‌شود.[۳۳]
- ری‌ری ویلیامز / قلب‌آهنی به عنوان یک شخصیت قابل بازی در لگو ابرقهرمانان مارول ۲. او به عنوان بخشی از دی‌ال‌سی قهرمانان ظاهر می‌شود.[۳۴]
- قلب‌آهنی به عنوان یک شخصیت قابل بازی در نیروی ضربه مارول ظاهر می‌شود.[۳۵]